# Фернандо Варела
Не варто плутати з кабовердійським футболістом, Фернанду Варелою
Фернандо Варела (ісп. Fernando Varela Ramos; нар. 1 вересня 1979, Дос-Ерманас) — іспанський футболіст, що грав на позиції захисника.
Більшу частину кар'єри провів у клубах «Реал Бетіс» та «Мальорка», ставши із першим володарем Кубка Іспанії. Також грав за молодіжну збірну Іспанії, у складі якої виграв молодіжний чемпіонат світу 1999 року.

## Клубна кар'єра
Народився 1 вересня 1979 року в місті Дос-Ерманас. Вихованець футбольної школи клубу «Реал Бетіс». З 1996 року став виступати за резервну команду «Реал Бетіс Б», в якій провів чотири сезони, взявши участь у 101 матчі чемпіонату.
26 травня 1997 року йому вдалося дебютувати в першій команді в Ла Лізі в матчі проти «Валенсії» (1:1). Втім цей матч на довгий час так і залишався єдиним за першу команду, через що 2000 року він був відданий в оренду в клуб другого дивізіону «Екстремадура». Лише після повернення Фернандо знову зіграв за основу рідної команди сезоні 2000/01, по ходу якого зіграв в 15 матчах і допоміг севільцям знову вийти до Ла Ліги. З наступного сезону 2001/02 Варела став основним гравцем «анчоусів». У сезоні 2004/05 виграв Кубок Іспанії, завдяки перемозі 2:1 у фіналі над «Осасуною», а у чемпіонаті зайняв 4 місце, завдяки чому восени 2005 року дебютував у груповому етапі Ліги чемпіонів. Загалом до 2006 року він зіграв 143 ігри у «Бетісі» і забив 3 голи.
Перед стартом сезону 2006/07 перейшов у «Мальорку». У перших 11-ти матчах за команду Варела відзначився двома вилученнями, але до кінця сезону закріпився в основному складі. У сезоні 2009/10 допоміг клубу пробитися в Лігу Європи, втім після закінчення сезону покинув команду.
У липні 2010 року підписав контракт з турецьким клубом «Касимпаша». За підсумками першого ж сезону клуб вилетів з Суперліги, зайнявши останнє 18 місце, після чого Фернандо покинув клуб.
30 серпня 2011 року Варела став гравцем клубу іспанської Сегунди «Реал Вальядолід», підписавши угоду один сезон з опцією продовження ще на рік. Однак в лютому 2012 року Варела переніс операцію на спині і незабаром після цього вирішив завершити кар'єру гравця.

## Виступи за збірні
1994 року дебютував у складі юнацької збірної Іспанії (U-16). З командою до 20 років поїхав на молодіжний чемпіонат світу 1999 року, де забив 3 голи (включаючи дубль у півфіналі), а Іспанія вперше у своїй історії здобула золоті медалі чемпіонату. Загалом на юнацькому рівні взяв участь у 36 іграх, відзначившись 6 забитими голами.
Протягом 1999—2001 років залучався до складу молодіжної збірної Іспанії до 21 року. На молодіжному рівні зіграв у 10 офіційних матчах.

## Титули і досягнення
- Володар Кубка Іспанії (1):

«Реал Бетіс»: 2004–05
- Чемпіон світу (U-20): 1999